# Lugașu de Jos
Lugașu de Jos, ou Alsólugos en hongrois, est une commune roumaine du județ de Bihor, en Transylvanie, dans la région historique de la Crișana et dans la région de développement Nord-Ouest.

## Géographie
La commune de Lugașu de Jos est située dans l'est du județ, sur la rive droite du Crișul Repede, à 4 km à l'ouest d'Aleșd et à 32 km à l'est d'Oradea, le chef-lieu du județ.
La municipalité est composée des trois villages suivants (population en 2011) :
- Lugașu de Jos (en hongrois Alsólugos) : 1 624 hab., siège de la commune ;
- Lugașu de Sus (en hongrois Felsőlugos) : 903 hab. ;
- Urvind (en hongrois Örvend) : 1053 hab..

## Histoire
La commune, qui appartenait au royaume de Hongrie, en a donc suivi l'histoire.
Après le compromis de 1867 entre Autrichiens et Hongrois de l'empire d'Autriche, la principauté de Transylvanie disparaît et, en 1876, le royaume de Hongrie est partagé en comitats. Lugașu de Jos intègre le comitat de Bihar (Bihar vármegye).
À la fin de la Première Guerre mondiale, l'Empire austro-hongrois disparaît et la commune rejoint la Grande Roumanie au traité de Trianon.
En 1940, à la suite du deuxième arbitrage de Vienne, elle est annexée par la Hongrie jusqu'en 1944. Elle réintègre la Roumanie après la Seconde Guerre mondiale au traité de Paris en 1947.

## Politique
| Identité            | Période | Période  | Durée  | Étiquette                           |
| Identité            | Début   | Fin      | Durée  | Étiquette                           |
| ------------------- | ------- | -------- | ------ | ----------------------------------- |
| Levente Sorbán (d), | 2008    | En cours | 17 ans | Union démocrate magyare de Roumanie |

| Parti | Parti                                      | Sièges |
| ----- | ------------------------------------------ | ------ |
|       | Parti social-démocrate (PSD)               | 3      |
|       | Parti national libéral (PNL)               | 4      |
|       | Parti Mouvement populaire (PMP)            | 1      |
|       | Union démocrate magyare de Roumanie (UDMR) | 5      |

## Religions
En 2011, la composition religieuse de la commune était la suivante :
- Chrétiens orthodoxes, 44,83 % ;
- Réformés, 17,45 % ;
- Pentecôtistes, 17,70 % ;
- Catholiques romains, 8,49 % ;
- Baptistes, 7,56 %.

## Démographie
Lugașu de Jos fait partie des rares communes du județ dont la population croît. Une importante communauté rom y est installée, principalement dans le village de Lugașu de Jos tandis qu'Urvind est un village hongrois.
En 1910, à l'époque austro-hongroise, la commune comptait 1 551 Roumains (60,94 %), 881 Hongrois (34,62 %) et  39 Slovaques (1,53 %).
En 1930, on dénombrait 1 766 Roumains (59,02 %), 936 Hongrois (31,28 %), 126 Slovaques (4,21 %), 125 Roms (4,18 %) et 17 Juifs (0,57 %).
En 1956, après la Seconde Guerre mondiale, 1 881 Roumains (58,16 %) côtoyaient 1 039 Hongrois (32,13 %), 187 Roms (5,78 %) et 124 Slovaques (3,83 %).
En 2011, la commune comptait 42,68 % de Roumains, 28,6 % de Hongrois, 19,24 % de Roms, 6,28 % de Slovaques (l'ethnicité de 3,1 % des habitants n'est pas connue).
| 1880  | 1890  | 1900  | 1910  | 1920  | 1930  | 1941  |
| ----- | ----- | ----- | ----- | ----- | ----- | ----- |
| 1 955 | 2 308 | 2 532 | 2 545 | 2 547 | 2 992 | 3 292 |

| 1956  | 1966  | 1977  | 1992  | 2002  | 2011  | - |
| ----- | ----- | ----- | ----- | ----- | ----- | - |
| 3 234 | 3 244 | 3 282 | 3 286 | 3 314 | 3 580 | - |

## Économie
L'économie de la commune repose sur l'agriculture, l'élevage, la pisciculture, le conditionnement des fruits et des fleurs. Un important barrage a été construit sur le Crișul Repede et deux lacs de retenue occupent une grande surface.

## Communications

### Routes
Lugașu de Jos est située sur la route nationale DN1 (Route européenne 60), Oradea-Cluj-Napoca.

### Voies ferrées
Lugașu de Jos est desservie par la ligne magistrale 300 Oradea-Cluj-Napoca-Bucarest des Chemins de fer roumains.

## Lieux et monuments
- Lugașu de Jos, château Zichy ;
- Lugașu de Jos, réserve naturelle Gruiul Pietrii (0,4 ha) ;
- Lugașu de Jos, église orthodoxe de la Dormition de la Vierge (Nașterea Maicii Domnului) datant de 1763, classée monument historique[7] ;
- Lugașu de Sus, église orthodoxe de l'Annonciation (Buna Vestire) datant de 1700, classée monument historique[7] ;
- Urvind, église réformée.

## Personnalités liées à la ville
- Ödön Rádl (1870-1916), écrivain, y est né.